# Bād Khowr
Bād Khowr är en ort i Iran.   Den ligger i provinsen Khorasan, i den nordöstra delen av landet, 700 km öster om huvudstaden Teheran. Bād Khowr ligger 1 416 meter över havet och antalet invånare är 455.
Terrängen runt Bād Khowr är kuperad åt nordost, men åt sydväst är den platt. Runt Bād Khowr är det ganska glesbefolkat, med 38 invånare per kvadratkilometer. Närmaste större samhälle är Qūchān, 13,4 km väster om Bād Khowr. Omgivningarna runt Bād Khowr är i huvudsak ett öppet busklandskap.